# Начальник держави
Начальник держави (пол. Naczelnik Państwa) — назва посади голови держави у Другій Польській Республіці в 1918—1922 роках. За час існування посади єдиним, хто її обіймав, був маршал Юзеф Пілсудський: з 22/29 листопада 1918 до 20 лютого 1919 року під назвою «Тимчасовий начальник держави», а з моменту затвердження його на цій посаді Законодавчим сеймом 20 лютого 1919 і до 11 грудня 1922 року — під назвою «Начальник держави». Це було свідомим наслідуванням звання диктатора Костюшка в часи його повстання.

## Історія
Посаду Тимчасового начальника держави засновано указом Юзефа Пілсудського від 22 листопада 1918 року про найвищу представницьку владу Польської Республіки, яким визначалися республіканський устрій відродженої Польщі, організація і повноваження тимчасових органів державної влади до установчого засідання обраного на демократичних виборах Законодавчого сейму, вибори до якого на засадах пропорційного представництва Пілсудський теж тоді оголосив. Указ формально набув чинності з дня його оприлюднення в «Законодавчому віснику» (Dziennik Ustaw), тобто 29 листопада 1918 року. Одначе вже з 14 листопада 1918 року Юзеф Пілсудський як Верховний головнокомандувач польських військ виконував фактично функції голови держави та органу верховної державної влади, видавши в той день указ та призначивши Президента міністрів (прем'єра). Це стало можливим завдяки тому, що 14 листопада розпустилася Регентська рада, водночас передаючи Пілсудському всю повноту верховної державної влади (хоча її відозва такого змісту — що мала характер указу із силою конституційного закону — формально набрала чинності тільки 29 листопада).
16 листопада 1918 головнокомандувач Юзеф Пілсудський розіслав телеграму, що сповіщала про створення польської держави, головам великих держав, тобто головам урядів Сполучених Штатів, Великої Британії, Франції, Італії, Японії та Німеччини, а також «усіх держав, що воюють, і нейтральних».
Начальник держави мав найвищу цивільну та військову владу у державі. Він був Верховним головнокомандувачем польських військ, його посада мала велике значення у питаннях міжнародних відносин. Він призначав підзвітних йому Президента міністрів і самих міністрів. Подані урядом законопроєкти потребували підписів відповідного міністра, Президента міністрів і Начальника. Вони зберігали свою чинність за умови подання їх на затвердження на першому засіданні Законодавчого сейму.
Юзеф Пілсудський, згідно зі змістом указу, передав 20 лютого 1919 року владні повноваження в руки Законодавчого сейму, а той довірив йому функцію бути і надалі Начальником держави, визначаючи та обмежуючи його повноваження Малою конституцією. Начальник держави був Верховним головнокомандувачем, призначав уряд за згодою сейму і здійснював найвищу виконавчу владу. Зі службового обов'язку входив до складу Ради оборони держави, сформованої парламентом у липні 1920 року під час загрози польській державності через війну з більшовиками, та був її головою.
11 грудня 1922 року склав присягу на посаду Президента Польської Республіки Габрієль Нарутович. 14 грудня 1922 р. Юзеф Пілсудський передав свої повноваження Начальника держави Президентові Польщі Габрієлю Нарутовичу.

## Начальник держави
| № | Ім'я                               | Зображення | Термін                  | Партія     | Джерело |
| - | ---------------------------------- | ---------- | ----------------------- | ---------- | ------- |
| 1 | Юзеф Пілсудський (Józef Piłsudski) |            | 14.XI.1918 — 11.12.1922 | Незалежний | [ 11 ]  |